# Бондарев, Иван Иванович
Иван Иванович Бондарев (1917—1945) — старший сержант Рабоче-крестьянской Красной Армии, участник Великой Отечественной войны, Герой Советского Союза (1945).

## Биография
Иван Бондарев родился в феврале 1917 года в селе Александровка (ныне — Бовадзор Лорийского марза Армении) в крестьянской семье. Получил начальное образование, работал в колхозе. В 1940 году был призван на службу в Рабоче-крестьянскую Красную Армию. С начала Великой Отечественной войны на её фронтах. К январю 1945 года гвардии старший сержант Иван Бондарев был механиком-водителем танка 49-й гвардейской танковой бригады 12-го гвардейского танкового корпуса 2-й гвардейской танковой армии 1-го Белорусского фронта. Отличился во время Висло-Одерской операции.
За период с 15 по 25 января 1945 года экипаж танка, в состав которого входил и Бондарев, уничтожил 2 противотанковые артиллерийские батареи, 3 миномёта, 6 пулемётов, 4 автомашины.
Указом Президиума Верховного Совета СССР от 27 февраля 1945 года гвардии старший сержант Иван Бондарев был удостоен высокого звания Героя Советского Союза с вручением ордена Ленина и медали «Золотая Звезда».
Погиб в бою 4 марта 1945 года. Похоронен в городе Грыфице Щецинского воеводства Польши на советском воинском кладбище.
Был также награждён орденом Красной Звезды и медалью. В честь Бондарева названа школа в его родном селе.